# کوه سلطان (پاکستان)
کوه سلطان (انگلیسی: Koh-i-Sultan) یک کوه آتشفشانی در ایالت بلوچستان پاکستان است. این کوه بخشی از کمربند زمین‌ساختی است که بر اثر برخورد صفحه هند و صفحه اوراسیا و به ویژه تحت تأثیر فرورانش صفحه عربستان به زیر صفحه آسیا و تشکیل یک قوس آتشفشانی به همراه کوه‌های آتشفشانی بزمان و تفتان در ایران شکل گرفته‌است. این آتشفشان دارای سه مخروط اصلی با دهانه‌های به شدت فرسایش یافته‌است. ارتفاع این کوه ۲٬۳۳۴ متر است.